# Rophites transitorius
Rophites transitorius är en biart som beskrevs av Ebmer 1993. Rophites transitorius ingår i släktet blomdyrkarbin, och familjen vägbin. Inga underarter finns listade i Catalogue of Life.